# Estatua de Idrimi
En Próximo Oriente, la estatua de Idrimi es una estatua funeraria del rey Idrimi de Alalakh, que vivió en el siglo XVI a. C., conservada hoy en el Museo Británico.
Figurado de forma sedente, fue localizada en 1939 por L. Wooley. Mide 1.04 metros de altura y presenta 101 líneas de texto acadio distribuidas por toda la superficie, e incluso, tres más en la mejilla. Su contenido es de gran interés histórico para conocer el funcionamiento de los pequeños reinos que formaban el imperio hurrita. Se recoge incluso el nombre del autor de los textos, el escriba Sharruwa.